# Gogita Gogua
Gogita Gogua (georgisch გოგიტა გოგუა; * 4. Oktober 1983 in Tschchorozqu, Mingrelien und Oberswanetien, Georgische SSR, UdSSR) ist ein georgischer Fußballspieler.
Der Mittelfeldspieler hat 27 zwischen 2005 und 2011 Länderspiele bestritten. Als Vereinsspieler war er selten länger als ein Jahr bei einem Verein. 2006 und von 2008 bis 2010 stand er bei Spartak Naltschik, der in der russischen Premjer-Liga spielte, unter Vertrag. Vorher spielte er beim FC Tiflis (2003–2004) und FK Chimki (2005). 2009 war er an den Terek Grosny ausgeliehen. Von 2013 bis 2015 lief Gogua für den russischen Zweitligisten SKA-Energija Chabarowsk auf. Im Februar 2016 wechselte der Mittelfeldspieler zum kasachischen Verein Irtysch Pawlodar. Im Juni 2016 wurde er vom Ligakonkurrenten Ordabassy Schymkent verpflichtet. Im Juni 2017 ging der Mittelfeldspieler zu Oqschetpes Kökschetau und im Januar 2018 zu Qysylschar Petropawl. Etliche weitere Stationen in seiner Heimat folgten.